# オットいたゞき
『オットいたゞき』（オットいただき）は、1966年8月8日から同年9月26日までNET（現・テレビ朝日）系列局で放送されていたテレビドラマである。全8回（全16話）。モノクロ作品。NETと東映テレビ（東映）の共同製作。放送時間は毎週月曜 20:00 - 20:56 （日本標準時）。

## 概要
作家の熊王徳平が自らの行商体験を基に1958年に著した『甲州商人』シリーズを原作とするコメディタッチのドラマで、要領の良い行商人・青島京太と、京太の弟分で間の抜けた感じの半五郎を中心にストーリーを展開。彼らが身振り手振りを駆使し、嘘も本当も織り交ぜながら他の行商人たちと商売する模様を描いている。
本作は2本立てで、1回につき2話を放送していた。また、毎回コメディ俳優や落語家をゲストに招いていた。1966年9月12日放送分においては、同じくNETと東映が共同製作した『特別機動捜査隊』で立石班の刑事を演じていた俳優陣が出演した。
- 本作品は主題歌付きオープニング映像が東映ビデオより『東映TV主題歌大全集1 現代劇篇』に収録され、VHS・LD版として発売。DVDは未発売である。

- 東映チャンネルでもこれまで第1話の放映もされていない為、ネガ・ポジ含めてフィルムの現存状況は不明である。

- 全8話分が収録された本編のDVD・ブルーレイの発売はされていない。

## キャスト
- 青島京太：小野栄一
- 半五郎：左とん平
- 玉川良一
- 利根はる恵
- 人見明
- 木田三千雄
- 他

## スタッフ
- 原作：熊王徳平（『甲州商人』より）
- プロデューサー：吉川義一、吉津正
- 脚本：田中美樹、須崎勝弥 他
- 監督：土屋蔵三 他
- 助監督：広田茂穂 他
- 音楽：只野通泰、近衛秀健
- 撮影：佐藤和夫
- 録音：森武憲
- 照明：田中良正
- 美術：吹野志雄
- 編集：成島一城
- 記録：土居久子 他
- 進行：穂鷹克夫
- タイトル画：上田としこ
- 制作：NET、東映テレビ

## オープニングテーマ
- オットいたゞき（作詞：小野栄一 / 作曲：伊部晴美  歌：小野栄一 / ポリドール・レコード）

## 放送リスト
| 回数 | 放送日        | サブタイトル             | ゲスト                                                                                              |
| ---- | ------------- | ------------------------ | --------------------------------------------------------------------------------------------------- |
| 1    | 1966年8月8日  | 身から出たサビの巻       | 藤村有弘、石川進、宮園純子、花沢徳衛、桑山正一、上原ゆかり、 清川玉枝、藤江リカ、堺正章、坂田金太郎 |
| 2    | 1966年8月8日  | 損して得とれの巻         | 藤村有弘、石川進、宮園純子、花沢徳衛、桑山正一、上原ゆかり、 清川玉枝、藤江リカ、堺正章、坂田金太郎 |
| 3    | 1966年8月15日 | 胸に一もつ手に二もつの巻 | |
| 4    | 1966年8月15日 | 犬も歩けば棒に当たるの巻 | |
| 5    | 1966年8月22日 | 怪我の功名の巻           | |
| 6    | 1966年8月22日 | 当るも八卦?の巻          | |
| 7    | 1966年8月29日 | 坊主まるもうけの巻       | 太宰久雄                                                                                            |
| 8    | 1966年8月29日 | とらぬ狸の皮算用の巻     | 太宰久雄                                                                                            |
| 9    | 1966年9月5日  | 油断大敵の巻             | 月の家圓鏡、折原啓子、佐久間しのぶ、天草四郎、飯田テル子                                            |
| 10   | 1966年9月5日  | 万事休すの巻             | 月の家圓鏡、折原啓子、佐久間しのぶ、天草四郎、飯田テル子                                            |
| 11   | 1966年9月12日 | トンビに油あげの巻       | E・H・エリック、潮健児、波島進、南川直、岩上瑛、滝川潤                                              |
| 12   | 1966年9月12日 | 知らぬが仏の巻           | E・H・エリック、潮健児、波島進、南川直、岩上瑛、滝川潤                                              |
| 13   | 1966年9月19日 | 鬼も十八番茶も出花の巻   | 小瀬朗、伊原洋子、清水金一                                                                          |
| 14   | 1966年9月19日 | 子の心親知らずの巻       | 小瀬朗、伊原洋子、清水金一                                                                          |
| 15   | 1966年9月26日 | 灯台もと暗しの巻         | 柳亭小痴楽、立川談志、小林裕子                                                                      |
| 16   | 1966年9月26日 | きいて極楽見て地獄の巻   | 柳亭小痴楽、立川談志、小林裕子                                                                      |